# Замок Карра
Замок Карра (англ. Carra Castle, ирл. Caisleán CarrachCaisleán Carrach) — один из замков Ирландии, расположен в графстве Антрим, Северная Ирландия, на север от поселка Кашендан. В настоящее время находится в руинированном состоянии. Построен в XIV веке. Расположен недалеко от залива Мурлох. В средневековье возле замка находилось детское кладбище.

## История
Считается, что название замка Карра происходит от названия клана Кэри. Замок также был известен как замок Гобан Сэр.
В прошлом замком Карра владел ирландский вождь клана Шейн О'Нил — «Шейн Гордый». В 1567 году в замке был заключен вождь клана Сорли Бой О'Доннелл, через два года после того, как его разбил Шейн О'Нил. Клан МакДоннелл с согласия О'Нилла развлекал своего плененного вождя течение двух дней охотой и пирами. Однако на третий день состоялась ссора, и люди клана МакДоннелл закололи О'Нила и отправили его голову английским властям в Дублин, представителям королевы Англии Елизаветы I в Дублинский замок.
В 1585 году Доннелл Горм МакДоннелл был осажден англичанами в этом замке. Его отец — Сорли Бой МакДоннелл высадился рядом и напал на англичан.
В 1730 году замком владела семья Линч.
Раньше в замке был зал башенного типа. В настоящее время от квадратной башни XVI века, построенной из дикого камня, остались только руины.